# Вулиця Святого Йоана Павла II (Житомир)
Вулиця Святого Йоана Павла ІІ — вулиця в Богунському районі міста Житомир.
Названа на честь 264-го Папи Римського Івана Павла ІІ.

## Розташування
Розташована на Мальованці.

## Історія
Ділянка вулиці між вулицями Барашівською та Західною сформувалася на початку ХХ століття відповідно до запроєктованої конфігурації генеральним планом міста середини ХІХ століття, яким передбачалася радіально-кільцева структура вулиць. Станом на початок ХХ століття сформувалася вагома частка забудови між вулицями Барашівською та Західною. Перша назва вулиці, відома з кінця ХІХ століття — Старокостянтинівська.
Станом на 1915 рік Старокостянтинівська вулиця у передмісті Мальованка.
До початку Другої світової війни вулиця та її забудова продовжилася на захід — від вулиці Західної до сучасної вулиці Олени Теліги.
Назва вулиці з 1930-х років — вулиця Островського. Відповідно до розпорядження Житомирського міського голови від 19 лютого 2016 року № 112 «Про перейменування топонімічних об'єктів та демонтаж пам'ятних знаків у м. Житомирі», перейменована на вулицю Святого Йоана Павла II. Пропозицію було надано польською національною спільнотою міста.
Під час громадських обговорень щодо перейменувань розглядалась пропозиція назвати цю вулицю на честь Івана Мазепи.

## Транспорт
- Автобус № 30